# 329
| 329                |
| ------------------ |
| Dødsfald - Fødsler |
|                    |

| Gregoriansk kalender | 329 CCCXXIX             |
| Ab urbe condita      | 1082                    |
| Armensk kalender     | I/T                     |
| Kinesiske kalender   | 3025 – 3026 戊子 – 己丑 |
| Etiopisk kalender    | 321 – 322               |
| Jødisk kalender      | 4089 – 4090             |
| Hindukalendere       |                         |
| - Vikram Samvat      | 384 – 385               |
| - Shaka Samvat       | 251 – 252               |
| - Kali Yuga          | 3430 – 3431             |
| Iransk kalender      | 293 BP – 292 BP         |
| Islamisk kalender    | 302 BH – 301 BH         |

Se også 329 (tal)